# Ebosia
Ebosia es un género de peces de la familia Scorpaenidae, del orden Scorpaeniformes. Este género marino fue descrito por primera vez en 1904 por David Starr Jordan y Edwin Chapin Starks.

## Especies
Especies reconocidas del género:
- Ebosia bleekeri (Döderlein (de), 1884)
- Ebosia falcata Eschmeyer & Rama Rao, 1978
- Ebosia saya Matsunuma & Motomura, 2014[1]
- Ebosia vespertina Matsunuma & Motomura, 2015[2]